# Зуијо-Мару трупло
Зуијо-Мару трупло (јап. ニューネッシー, енгл. Zuiyo-maru carcass), глобстер је пронађен од стране јапанског рибарског брода Зуијо Мару у близини Новог Зеланда, 1977. Неки мисле да би ово трупло могло бити остатак праисторијског плесиосаура. Због тога је ова креатура добила надимак Нова Неси.
Неки научници мисле да би ово створење могло бити мртви кит или било који други морски сисар. Анализа је касније показала да би то могло бити трупло ајкуле.

## Откриће
Дана 25. априла 1977, јапански брод Зуијо Мару је једрио близу Новог Зеланда. Посада брода је пронашла у мрежи, док су је извлачили, трупло чудног створења. Посада је била уверена да је то неидентифокована животиња, али је капетан Акира Танака рекао да се тело врати у океан да не би контаминирала рибу коју су ухватили.